# L'Homme qui vint pour être le dîner
L'Homme qui vint pour être le dîner (The Man Who Came to Be Dinner) est le dixième épisode de la vingt-sixième saison de la série télévisée Les Simpson et le 562e épisode de la série. Il est sorti en première sur le réseau Fox le 4 janvier 2015. D'après un interviews des créateurs des Simpson, cet épisode a failli être transformé en suite du film de la série. En effet, à l’origine, l'épisode était prévu pour clore la saison 24, mais il a été repoussé pour permettre aux producteurs de réfléchir à l'idée d'en faire un film. Finalement, l'épisode n'a pas été retenu par les créateurs par peur que le film ne soit pas aussi bien que le premier.

## Synopsis
Les Simpson se rendent à Dizzneeland, un immense parc d’attraction supposé ravir petits et grands. Mais la journée se révèle longue et pénible à cause de plusieurs événements : les enfants exaspèrent leurs parents dans la voiture, le parking se situe à des kilomètres de l’entrée, les contrôles sont exagérés, les attractions décevantes et les files d’attentes interminables… Bref, la famille ne sait plus dans quelle queue patienter lorsqu’une attraction cachée et sans personne attire leur attention. Alors qu’ils s’installent à l’intérieur, l’attraction se transforme soudainement en soucoupe-volante et décolle pour quitter l’espace terrien. Une fois dans le vide spatial, les visages familiers de Kang et Kodos leur souhaitent la bienvenue dans ce qui sera un voyage sans retour vers leur planète Rigel 7. Après une brève visite de leur nouvel environnement, les Simpson sont enfermés dans un zoo, tels des animaux, jusqu’à ce qu’un indigène leur explique la raison de leur venue : ils font à présent partie d’une tradition qui consiste à manger des êtres humains. Forcé d’élire un membre de la famille à sacrifier, Homer est alors désigné comme le prochain…

## Réception
Lors de sa première diffusion l'épisode a attiré 10,51 millions de téléspectateurs.